# Мостовая (приток Сивы)
Мостовая — река в России, протекает по Частинскому району Пермского края и Воткинскому району Удмуртии. Длина реки составляет 13 км.
Начинается в урочище Малые Горшки, течёт в сначала в юго-западном направлении, затем — на северо-запад. Долина реки поросла лесом, в верховьях — елово-пихтовым, в низовьях — елово-берёзовым. На реке стоит деревня Мостовая. Устье реки находится в 73 км по левому берегу реки Сива. В Мостовой на реке сооружён пруд.
Основные притоки — реки Полуденка и Малая Мостовая — впадают слева.

## Данные водного реестра
По данным государственного водного реестра России относится к Камскому бассейновому округу, водохозяйственный участок реки — Кама от Воткинского гидроузла до Нижнекамского гидроузла, без рек Буй (от истока до Кармановского гидроузла), Иж, Ик и Белая, речной подбассейн реки — бассейны притоков Камы до впадения Белой. Речной бассейн реки — Кама.
Код объекта в государственном водном реестре — 10010101412111100015489.